# 60-meterløb (atletik)
60-meter-løb er en atletikdisciplin, hvor man, som navnet antyder, løber 60 meter i en sprint. Det er en konkurrence om mesterskabet for indendørs mestre, som dog er mest domineret af udendørs 100-meter-løbere. Det er en sjælden distance udendørs, i det mindste for ældre atleter. I sin tid var denne begivenhed normalt på 60 yards i stedet for 60 meter.
60-meter-løb var en olympisk disciplin i 1900 og 1904.

## Rekorder

### Verdensrekorder
| Køn    | Tid  | Navn              | Nationalitet | Dato             | Sted        |
| ------ | ---- | ----------------- | ------------ | ---------------- | ----------- |
| Mand   | 6,34 | Christian Coleman | USA          | 18. februar 2018 | Albuquerque |
| Kvinde | 6,92 | Irina Privalova   | Rusland      | 11. februar 1993 | Madrid      |

### Danmarksrekorder
| Køn    | Tid  | Navn       | Dato             | Sted    |
| ------ | ---- | ---------- | ---------------- | ------- |
| Mand   | 6,61 | Kojo Musah | 15. februar 2020 | Randers |
| Kvinde |      |            |                  |         |